# 新谷のゼータ函数
数学において、 新谷のゼータ函数(Shintani zeta function) または 新谷のL-函数(Shintani L-function) とはリーマンゼータ函数の一般化である。新谷卓郎(1976)によってはじめて研究された。この関数は特殊な場合として、フルヴィッツのゼータ函数、バーンズのゼータ函数、ウィッテンのゼータ函数を含む。

## 定義
(s1, ..., sk)で定まる新谷のゼータ函数は次の式で与えられる。
{\displaystyle \sum _{n_{1},\dots ,n_{m}\geq 0}{\frac {1}{L_{1}^{s_{1}}\cdots L_{k}^{s_{k}}}},}
ここで、それぞれの Lj は非斉次の (n1, ... ,nm)の線形函数である。特殊な場合として、k = 1であるときはバーンズのゼータ函数となる.